# Pieter Mulier

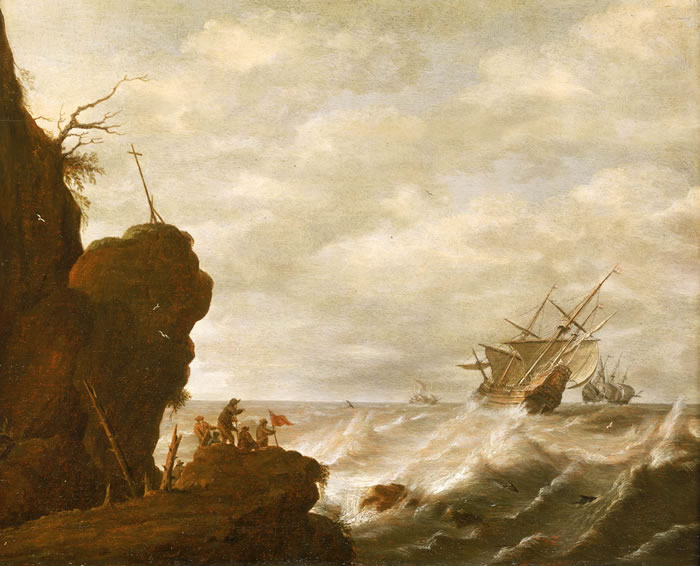
Schiff auf stürmischer See mit felsiger Küste

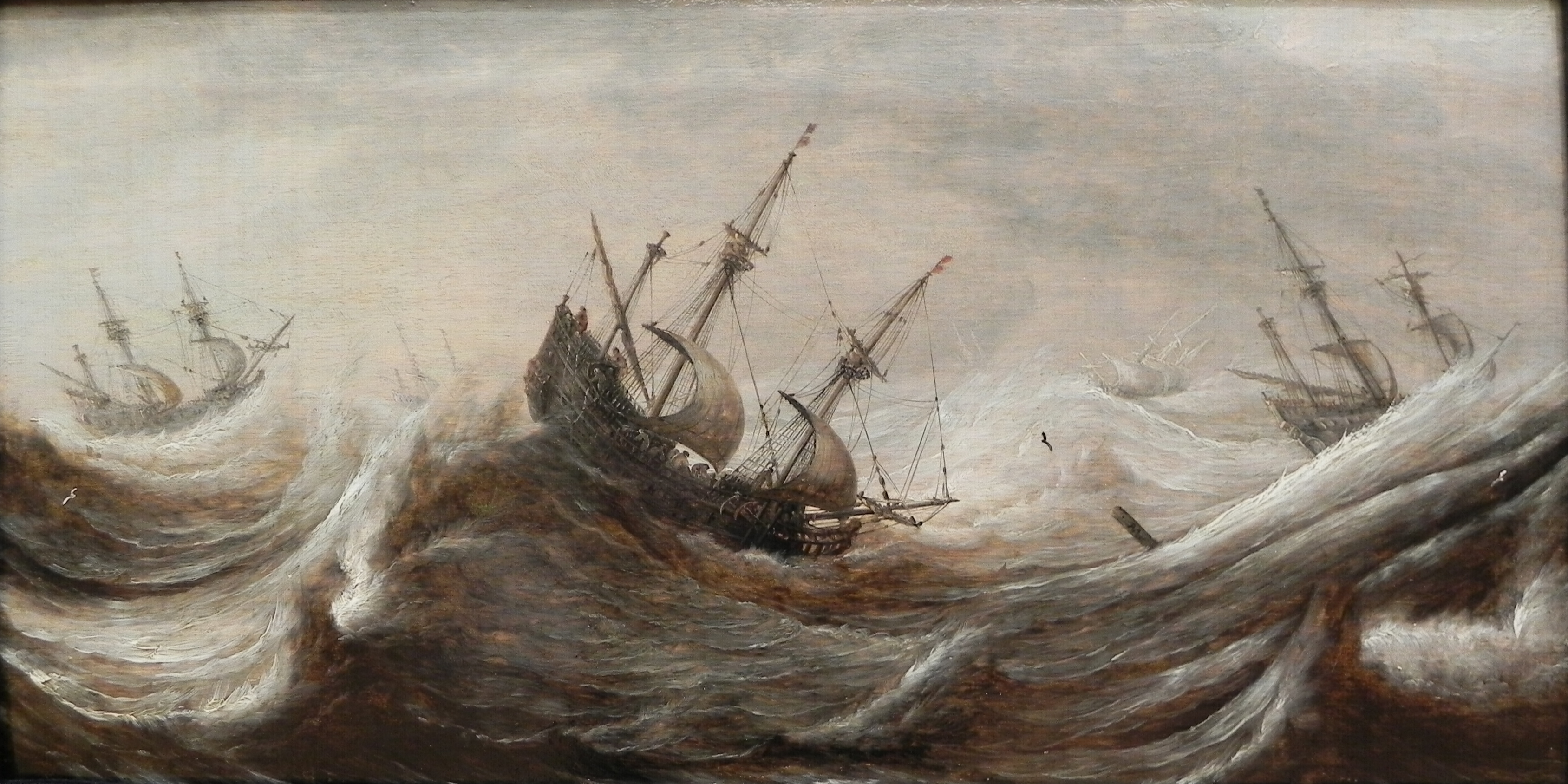
Schiffe in stürmischer See

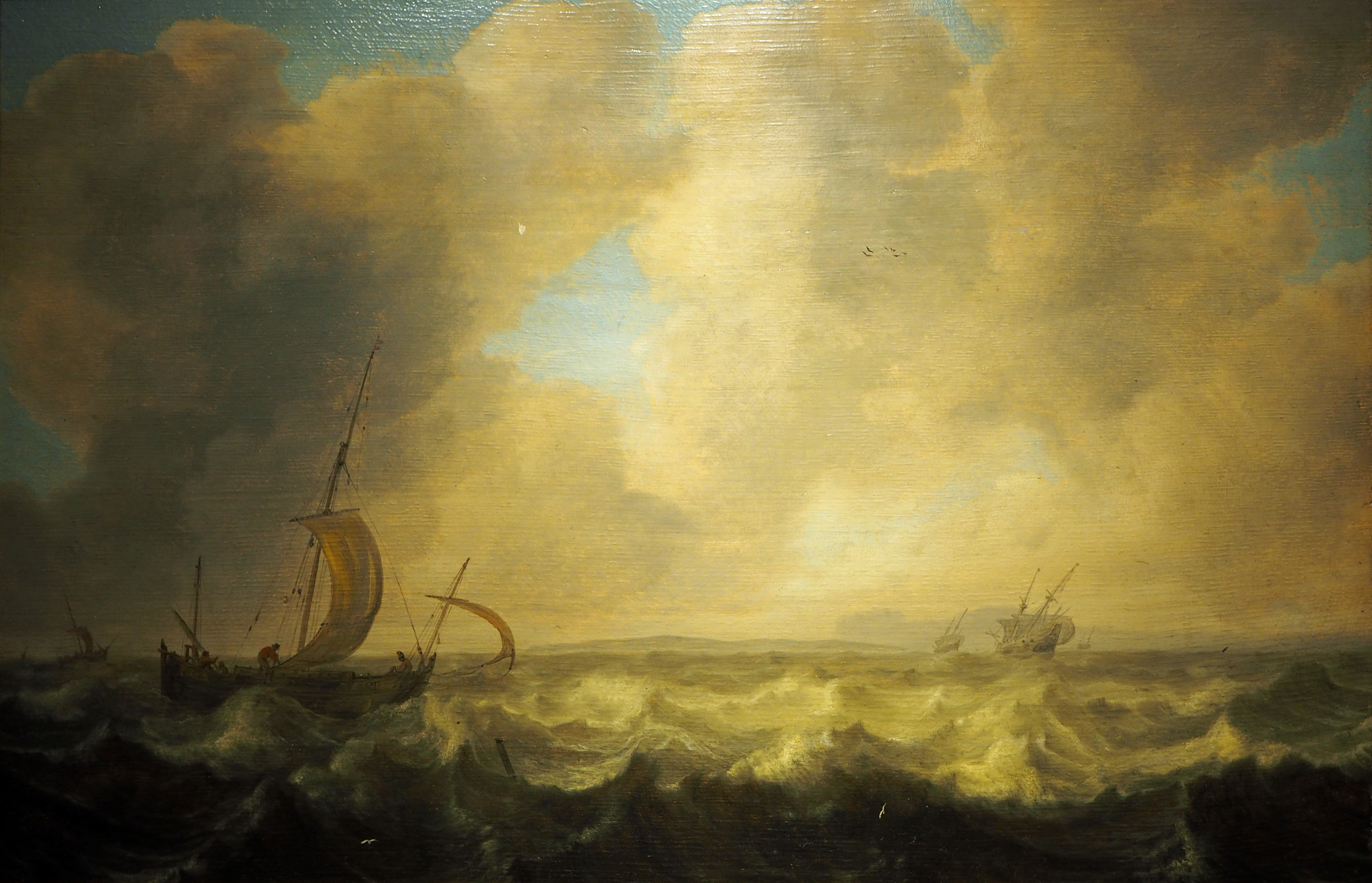
Seestück

Pieter Mulier (* um 1615 in Haarlem; † 26. Mai 1659 ebenda; in einigen Quellen wird als Geburtsjahr 1610 und als Todesjahr 1670 genannt) war ein niederländischer Maler von maritimen Stücken.

## Leben
Zur Unterscheidung von seinem gleichnamigen Sohn (* 1637 in Haarlem; † 1701 in Mailand) wurde er auch der Ältere genannt. Sein Sohn soll nach Houbraken in Italien Cavaliere Pietro Tempesta genannt worden sein sollen.
Über das Geburtsjahr des Älteren ist nichts bekannt. Lediglich aus einer Heiratsurkunde von 25. Februar 1635 erschließt man, dass er wahrscheinlich 20 Jahre sein müsste und somit etwa 1615 geboren worden sein könnte. Aus dieser Heiratsurkunde mit Maeycken de Graat ist auch bekannt, dass beide Brautleute aus Haarlem stammen. Drei Jahre später ist er in der Haarlemer St. Lucas Gilde eingetragen und weitere zwei Jahre später meldet er einen Lehrling an. Pieter Mulier bezahlte für diesen Lehrling zur Anmeldung als Bürger sechs Stuiver und als Knecht einen Stuiver. In Haarlemer Akten ist er bis 1658 zu finden. Unter anderem hatte er Bier für 27 Gulden erhalten und dafür gelobte er mit Gemälden zu bezahlen. Auch ein Antrag für die Erlaubnis zum Verkaufen von Gemälden ist erhalten. Am 26. Mai 1659 wurde er in der Groten Kerk in Haarlem begraben.
Sein Werk kann als spezialisierter Marinemaler beschrieben werden. Die Arbeiten zeigen meist Flussmündungen mit regnerischem Wetter, kleine Arbeiten mit stürmischen Marinen und Strandansichten. Als einer der wenigen Marinemaler zeigt er stürmische Seestücke mit hohem Wolkenhimmel in Hochformat. Er wird der so genannten grauen Schule des Tonalismus in der Nachfolge von Jan Porcellis und Simon de Vlieger zugerechnet. Sein Malstil zeigt eine flüssige Hand mit sichtbaren Pinselspuren. Seine mit P_M_L signierten Arbeiten haben einfache Motive, bei denen Details weggelassen werden. Die besondere Atmosphäre seiner Arbeiten entsteht durch das Wechselspiel von Sonnenlicht und Bewölkung und deren Widerschein auf dem Wasser.
Als seine Schüler gelten sein Sohn Pieter Mulier der Jüngere, Allart van Everdingen, Frans de Hulst und Pieter Cornelisz Ebbekin.

## Werke in bedeutenden Sammlungen
- "Fischerboot segelnd vorm Wind" (38,5 × 60 cm), Rijksmuseum Amsterdam (Inv.-Nr. SK-A-2357)
- "Schiffswrack vor stürmischer Küste" (43,5 × 59 cm), Königliches Museum der Schönen Künste (Antwerpen), Inv.-Nr. 714
- "Schiffe im Sturm" (40 × 53 cm), Museum Boijmans Van Beuningen, Inv.-Nr. VdV1
- "Schiffe im Sturm" (40 × 54 cm), Schwedisches Nationalmuseum, Inv.-Nr. NM 563
- "Schiffe auf schwerer See, vor dem Sturm laufend" (39,4 × 58,4 cm), Royal Museums Greenwich, Inv.-Nr. BHC0821
- "Vier Schiffe, vor einem Sturm laufend" (49 × 80 cm), Hallwyl-Museum, Inv.-Nr. LSH_DIG4501
- "Schiffe auf stürmischer See" (35 × 56 cm), Slowakische Nationalgalerie, Inv.-Nr. O 1087
- "Fischerboote auf unruhiger See (48,9 × 75,9 cm) New York Historical Society, Inv.-Nr. D120
- "Strandszene mit Booten" (Zeichnung, 11,4 × 18,9 cm), Metropolitan Museum of Art, Inv.-Nr. 2005.330.15